# Логодаж
Логодаж (болг. Логодаж) — село в Благоевградской области Болгарии. Входит в состав общины Благоевград. Находится примерно в 14 км к западу от центра города Благоевград. По данным переписи населения 2011 года, в селе  проживало 274 человека.

## Население
| Год     | 1934 | 1946 | 1956 | 1965 | 1975 | 1985 | 1992 | 2001 | 2011 |
| ------- | ---- | ---- | ---- | ---- | ---- | ---- | ---- | ---- | ---- |
| Жителей | 1217 | 1296 | 1289 | 972  | 678  | 467  | 442  | 291  | 274  |

| Национальность  | Человек | Процент |
| --------------- | ------- | ------- |
| болгары         | 264     | 98,51%  |
| турки           | 0       | 0%      |
| цыгане          | 0       | 0%      |
| другие          | 0       | 0%      |
| не определились | 4       | 1,49%   |
| Всего ответов   | 268     |         |

|  |